# Departamento de Transporte de Montana
El Departamento de Transporte de Montana  (en inglés: Montana Department of Transportation, MDOT) es la agencia estatal gubernamental encargada en la construcción y mantenimiento de toda la infraestructura ferroviaria, carreteras estatales; así como sus federales, locales e interestatales, y transporte aéreo del estado de Montana. La sede de la agencia se encuentra ubicada en Helena, Montana y su actual director es Jim Lynch.